# Мюррей, Джордж (музыкант)
Джордж Мюррей (англ. George Murray) — американский бас-гитарист, наиболее известный по работе с Дэвидом Боуи на серии его альбомов 1970-х. Мюррей был частью ритм-секции Боуи на протяжении десятилетия вместе с барабанщиком Деннисом Дэвисом и гитаристом Карлосом Аломаром.
По состоянию на 2017 год Мюррей преподавал в школьном округе в Калифорнии, где проживал вместе со своей женой, Терезой Ву-Мюррей, и сыном, Маркусом.

## Избранная дискография
Дэвид Боуи
- Station to Station (1976)
- Live Nassau Coliseum ’76 (выпущен в 2010 году)
- Low (1977)
- “Heroes” (1977)
- Stage (1978)
- Welcome to the Blackout (Live London ’78) (выпущен в 2018 году)
- Lodger (1979)
- Scary Monsters (And Super Creeps) (1980)

Игги Поп
- The Idiot (1977)

Джерри Харрисон
- The Red and the Black (1981)